# Салашный Алексей Иванович
1. перенаправление Салашный, Алексей Иванович